# Anthony Powell
Anthony Powell (Chorlton-cum-Hardy, 2 giugno 1935 – Londra, 16 aprile 2021) è stato un costumista britannico, attivo sia nel cinema che nel teatro, vincitore di tre Oscar ai migliori costumi, nel 1973 per In viaggio con la zia, nel 1979 per Assassinio sul Nilo e nel 1981 per Tess.
È il cugino della costumista Sandy Powell.

## Filmografia
- La grande strage dell'impero del sole (The Royal Hunt of the Sun), regia di Irving Lerner (1969)
- In viaggio con la zia (Travels with My Aunt), regia di George Cukor (1972)
- Papillon, regia di Franklin Schaffner (1973)
- Toccarlo... porta fortuna (That Lucky Touch), regia di Christopher Miles (1975)
- Buffalo Bill e gli indiani (Buffalo Bill and the Indians, or Sitting Bull's History Lesson), regia di Robert Altman (1976)
- Il salario della paura (Sorcerer), regia di William Friedkin (1977)
- Assassinio sul Nilo (Death on the Nile), regia di John Guillermin (1978)
- Tess, regia di Roman Polański (1979)
- Priest of Love, regia di Christopher Miles (1981)
- Delitto sotto il sole (Evil Under the Sun), regia di Guy Hamilton (1982)
- Indiana Jones e il tempio maledetto (Indiana Jones and the Temple of Doom), regia di Steven Spielberg (1984)
- Pirati (Pirates), regia di Roman Polański (1986)
- Ishtar, regia di Elaine May (1987)
- Frantic, regia di Roman Polański (1988)
- Indiana Jones e l'ultima crociata (Indiana Jones and the Last Crusade), regia di Steven Spielberg (1989)
- Hook - Capitan Uncino (Hook), regia di Steven Spielberg (1991)
- La carica dei 101 - Questa volta la magia è vera (101 Dalmatians), regia di Stephen Herek (1996)
- The Avengers - Agenti speciali (The Avengers), regia di Jeremiah S. Chechik (1998)
- La nona porta (The Ninth Gate), regia di Roman Polański (1999)
- La carica dei 102 - Un nuovo colpo di coda (102 Dalmatians), regia di Kevin Lima (2000)
- Miss Potter, regia di Chris Noonan (2006)

## Premi e candidature
- Premi Oscar
  - 1973 - Migliori costumi per In viaggio con la zia
  - 1979 - Migliori costumi per Assassinio sul Nilo (Death on the Nile)
  - 1981 - Migliori costumi per Tess
  - 1987 - Candidato ai migliori costumi per Pirati (Pirates)
  - 1992 - Candidato ai migliori costumi per Hook - Capitan Uncino (Hook)
  - 2001 - Candidato ai migliori costumi per La carica dei 102 - Un nuovo colpo di coda (102 Dalmatians)
- Premi BAFTA
  - 1979 - Migliori costumi per Assassinio sul Nilo (Death on the Nile)
  - 1982 - Candidato ai migliori costumi per Tess
- Costume Designers Guild Awards
  - 2000 - Premio alla carriera
- Premi César
  - 1987 - Migliori costumi per Pirati (Pirates)

Premi Saturn
- - 1985 - Candidato ai migliori costumi per Indiana Jones e il tempio maledetto (Indiana Jones and the Temple of Doom)
  - 1991 - Candidato ai migliori costumi per Indiana Jones e l'ultima crociata (Indiana Jones and the Last Crusade)
- Tony Award
  - 1963 - Candidato alla miglior scenografia per La scuola della maldicenza
  - 1963 - Migliori costumi per La scuola della maldicenza
  - 1995 - Candidato ai migliori costumi per Sunset Boulevard